# S2 (音樂團體)
 S2（韓語：에스투）是韓國經紀公司Climix Entertainment於2017年8月推出的六人女子偶像團體，由SoYul、ChaeWon、JuA、SuA、DoHee、YuJeong組成，組合於8月24日發行首張單曲專輯《Honeya》正式出道。
團名S2是取英文Serendipity的S和數字的2所組合而成心型的樣子，有著能和歌迷見面是「意外的幸運」這層面的意義。

## 經歷

### 出道前
- 隊長SoYul曾在2015年10月5日以五人女團HOTTIES成員出道。[3]
- 成員ChaeWon在2010年11月4日曾以藝名Tina作為三人女團VNT成員出道。[4][5] 也曾在2014年以國樂女團SOREA Band中的XOi出道活動。[6]
- 2017年8月8日到8月10日在官方SNS陸續公布個人形象照。[7]
- 2017年8月23日在首爾清潭洞Ilchi Arthall舉行發行紀念出道SHOWCASE[8][9]。
- 2017年8月23日在音樂節目《Show Champion》中表演出道歌曲Honeya，在還尚未正式發行音源前，首度亮相。[10]

### 正式出道
- 2017年8月24日發行首張單曲專輯《허니야 HONEYA》，同時公開主打歌《HONEYA》MV，正式出道[11][12]。

### 參加 The Unit
- 2017年10月，六名成員參與KBS2《The Unit》。
- 2017年10月，在KBS2《The Unit》節目中，最終排名Yu Jeong排54名，Chae Won排62名。

## 問候語
「Serendipity U&I! 안녕하세요. 에스투입니다.」

(Serendipity U&I! 大家好 我們是S2)

## 成員
- 中文名為音譯（未正名）

| 藝名 | 藝名 | 藝名     | 本名   | 本名   | 本名           | 岀生日期 出生地             | 隊內擔當       |
| 藝名 | 諺文 | 英文     | 漢字   | 諺文   | 羅馬拼音       | 岀生日期 出生地             | 隊內擔當       |
| 昭聿 | 소율 | So Yul   | 黃恩美 | 황은미 | Hwang Eun Mi   | 全羅南道求禮郡              | 隊長、主rapper |
| 彩元 | 채원 | ChaeWon  | 金彩元 | 김채원 | Kim Chae Won   | 1993年2月23日 · 仁川廣域市  | 主唱           |
| 珠雅 | 주아 | Joo Ah   | 朴珠雅 | 박주아 | Park Joo Ah    | 大邱廣域市                  | 副rapper       |
| 秀兒 | 수아 | Jiwon    | 林秀兒 | 임수아 | Kim Ji Won     | 忠清北道清州市              | 副唱           |
| 道希 | 도희 | Do Hee   | 孔道希 | 공도희 | Kong Do Hee    | 首爾特別市                  | 副唱           |
| 俞貞 | 유정 | Yu Jeong | 李俞貞 | 이유정 | Kim Chae Young | 1999年11月13日 · 大邱廣域市 | 副唱、忙內     |

## 音樂作品

### 單曲專輯
| 專輯 | 專輯資料                                                    | 曲目 |
| 1st  | 首張單曲專輯《허니야》 - 發行日：2017年8月24日 - 語言：韓語 | 曲目 1. HONEYA (허니야) 2. 맞죠 3. 허니야 (Acoustic Ver.) 4. 허니야 (Inst.) 5. 허니야 (Acoustic Ver.) (Inst.) |

### 音樂錄影帶
| 年份 | 日期    | 歌曲名稱                              | 備註                             |
| 2017 | 8月24日 | HONEYA (허니야)（页面存档备份，存于） | 練習室版本（页面存档备份，存于） |

## 音樂現場
| 2017年          | 2017年        | 2017年            |
| 節目名稱        | 電視台        | 日期              |
| --------------- | ------------- | ----------------- |
| HONEYA (허니야) |               |                   |
| THE SHOW        | SBS MTV       | 9月26日           |
| MBC Music       | Show Champion | 8月24日           |
| Music Bank      | KBS2          | 8月25日、9月15日  |
| Arirang         | Simply kpop   | 9月29日、10月13日 |

## 主要音樂節目榜單排名
| 主打歌曲排名成績                                                                                                   |                                       |                       |                     |                        |                  |                             |      |
| 專輯 | 歌曲                                  | Mnet 《M! Countdown》 | KBS2 《Music Bank》 | MBC 《Show! 音樂中心》 | SBS 《人氣歌謠》 | MBC Music 《Show Champion》 | 備註 |
| 2017年 |                                       |                       |                     |                        |                  |                             |      |
| HONEYA | HONEYA                                | *                     | *                   | *                      | *                | *                           | 出道 |
| \| - 「/」表示未有相關資料 - 「(1)」：兩星期冠軍 - 「[1]」：三星期冠軍 \| - 「{1}」：四星期冠軍 - 「*」：打榜中 \| |                                       |                       |                     |                        |                  |                             |      |
| - 「/」表示未有相關資料 - 「(1)」：兩星期冠軍 - 「[1]」：三星期冠軍                                                | - 「{1}」：四星期冠軍 - 「*」：打榜中 |                       |                     |                        |                  |                             |      |

| 0           | 0 | 0 | 0 | 0 |
| 一位總數：0 |   |   |   |   |

## 外部連結
- S2官方粉絲Cafe
- S2的Facebook專頁
- S2的Instagram帳戶
- S2的X（前Twitter）
- YouTube上的S2頻道